# Soloe fumipennis
Soloe fumipennis là một loài bướm đêm thuộc họ Erebidae. Nó được tìm thấy ở Somalia.